# Milán – San Remo 2020
111. ročník jednodenního cyklistického závodu Milán – San Remo se konal 8. srpna 2020 v severní Itálii. Vítězem se stal Wout van Aert z týmu Team Jumbo–Visma. Na druhém a třetím místě se umístili obhájce vítězství Julian Alaphilippe (Deceuninck–Quick-Step) a Michael Matthews (Team Sunweb).
Závod se měl původně konat již 21. března 2020, ale musel být odložen kvůli pandemii covidu-19. Toto rozhodnutí učinil organizátor závodu RCS Sport 6. března 2020.

## Týmy
Závodu se zúčastnilo celkem 25 týmů. Všech 19 UCI WorldTeamů bylo pozváno automaticky a muselo se zúčastnit závodu. Společně s osmi UCI ProTeamy tak utvořili startovní peloton složený z 25 týmů. Každý tým přijel s šesti jezdci, celkem bylo nominováno 162 jezdců. Do cíle v San Remu dojelo 149 jezdců.
UCI WorldTeamy
- AG2R La Mondiale
- Astana
- Bahrain–McLaren
- Bora–Hansgrohe
- CCC Team
- Cofidis
- Deceuninck–Quick-Step
- EF Pro Cycling
- Groupama–FDJ
- Israel Start-Up Nation
- Lotto–Soudal
- Mitchelton–Scott
- Movistar Team
- NTT Pro Cycling
- Team Ineos
- Team Jumbo–Visma
- Team Sunweb
- Trek–Segafredo
- UAE Team Emirates

UCI ProTeamy
- Alpecin–Fenix
- Androni Giocattoli–Sidermec
- Arkéa–Samsic
- Bardiani–CSF–Faizanè
- Circus–Wanty Gobert
- Gazprom–RusVelo
- Total Direct Énergie
- Vini Zabù–KTM

## Výsledky
| Pořadí | Jezdec                   | Tým                   | Čas        |
| ------ | ------------------------ | --------------------- | ---------- |
| 1      | Wout van Aert (BEL)      | Team Jumbo–Visma      | 7h 16’ 09” |
| 2      | Julian Alaphilippe (FRA) | Deceuninck–Quick-Step | + 0”       |
| 3      | Michael Matthews (AUS)   | Team Sunweb           | + 2”       |
| 4      | Peter Sagan (SVK)        | Bora–Hansgrohe        | + 2”       |
| 5      | Giacomo Nizzolo (ITA)    | NTT Pro Cycling       | + 2”       |
| 6      | Dion Smith (NZL)         | Mitchelton–Scott      | + 2”       |
| 7      | Alex Aranburu (ESP)      | Astana                | + 2”       |
| 8      | Greg Van Avermaet (BEL)  | CCC Team              | + 2”       |
| 9      | Philippe Gilbert (BEL)   | Lotto–Soudal          | + 2”       |
| 10     | Matej Mohorič (SLO)      | Bahrain–McLaren       | + 2”       |